# Unterseeboot 257
Le Unterseeboot 257 (ou U-257) est un sous-marin allemand (U-Boot) de type VII.C utilisé par la Kriegsmarine (marine de guerre allemande) pendant la Seconde Guerre mondiale.

## Historique
Mis en service le 14 janvier 1942, l'Unterseeboot 257 reçoit sa formation de base à Kiel au sein de la 5. Unterseebootsflottille jusqu'au 30 septembre 1942, puis l'U-257 intègre sa formation de combat à La Pallice avec la 3. Unterseebootsflottille.
Pour préparer sa première patrouille, l'U-257 quitte le port de Kiel le 15 septembre 1942 sous les ordres de Heinz Rahe. Après quatre jours en mer, il rejoint le port de Bergen en Norvège qu'il atteint le 18 septembre 1942.
Il réalise sa première patrouille, quittant le port de Bergen le 21 septembre 1942 toujours sous les ordres de Heinz Rahe.

Le 5 octobre 1942, en approchant le convoi HX-20, l'U-257 est attaqué par un avion qui lui lance six bombes. Le sous-marin subit des dommages sévères et doit retourner à sa base.

Après 28 jours en mer, il arrive à la La Rochelle le 18 octobre 1942.
Au cours de sa cinquième patrouille, le 14 juin 1943 à 9 h 48, soit deux jours après le début de cette patrouille, dans le Golfe de Gascogne, un Boeing B-17 Flying Fortress britannique (du RAF Squadron 220) lance trois bombes sur un groupe de trois U-Boote (U-257, U-600 et U-615). Aucun dommage n'est à déplorer.

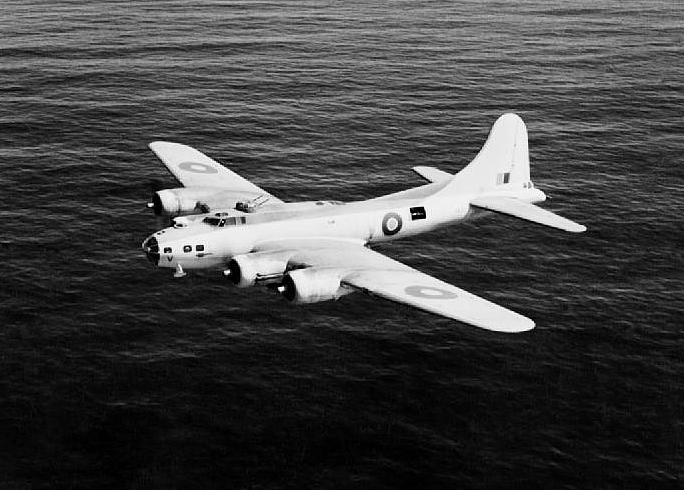
Le Boeing B-17 Flying Fortress FK212 du n°220 Squadron RAF basé à Benbecula dans les Hébrides extérieures, qui a attaqué le groupe des trois U-Boote, en vol au-dessus de l'Océan Atlantique, en mai 1943.

Le même jour, à 16 h 5, le même groupe d'U-Boote est mitraillé par un bombardier Armstrong Whitworth Whitley britannique (10 OTU RAF/P), blessant un membre d'équipage. Trois grenades anti sous-marine lui causent des dommages mineurs. Peu de temps après, un autre bombardier Whitley de la même unité échange des tirs avec ce groupe d'U-Boote, cet avion ayant épuisé ses grenades dans une autre attaque plus tôt.
Pour sa sixième et dernière patrouille, le submersible quitte la base sous-marine de Saint-Nazaire le 2 janvier 1944 sous les ordres du Kapitänleutnant Heinz Rahe. Après 54 jours en mer, l'U-257 est coulé le 24 février 1944 dans l'Atlantique Nord à la position géographique approximative de 47° 19′ N, 26° 00′ O par des charges de profondeur lancées de la frégate canadienne HMCS Waskesiu et de la frégate britannique HMS Nene. 
30 des 49 membres d'équipage meurent dans cette attaque, il y a 19 survivants.

## Affectations successives
- 5. Unterseebootsflottille à Kiel du 14 janvier au 30 septembre 1942 (entrainement)
- 3. Unterseebootsflottille à La Pallice du 1er octobre 1942 au 24 février 1944 (service actif)

## Commandement
- Kapitänleutnant Heinz Rahe du 14 janvier 1942 au 24 février 1944

## Patrouilles
|       | Commandant        | Départ            | Départ        | Arrivée           | Arrivée       | Jours     | Succès |
| ----- | ----------------- | ----------------- | ------------- | ----------------- | ------------- | --------- | ------ |
|       | Heinz Rahe        | 15 septembre 1942 | Kiel          | 18 septembre 1942 | Bergen        | 4 jours   |        |
| 1     | Heinz Rahe        | 21 septembre 1942 | Bergen        | 18 octobre 1942   | La Pallice    | 28 jours  |        |
| 2     | Kptlt. Heinz Rahe | 7 décembre 1942   | La Pallice    | 14 décembre 1942  | La Pallice    | 2 jours   |        |
| 3     | Kptlt. Heinz Rahe | 22 décembre 1942  | La Pallice    | 12 février 1943   | La Pallice    | 53 jours  |        |
| 4     | Kptlt. Heinz Rahe | 14 mars 1943      | La Pallice    | 7 mai 1943        | La Pallice    | 55 jours  |        |
| 5     | Kptlt. Heinz Rahe | 12 juin 1943      | La Pallice    | 14 septembre 1943 | Lorient       | 95 jours  |        |
|       | Kptlt. Heinz Rahe | 16 novembre 1943  | Lorient       | 18 novembre 1943  | Saint-Nazaire | 3 jours   |        |
| 6     | Kptlt. Heinz Rahe | 2 janvier 1944    | Saint-Nazaire | 24 février 1944   | Coulé         | 54 jours  |        |
| Total | Total             | Total             | Total         | Total             | Total         | 300 jours | 0 t    |

Note : Kptlt. = Kapitänleutnant

Nota: Les noms de commandants sans indication de grade signifie que leur grade n'est pas connu avec certitude à notre époque (2013) à la date de la prise de commandement.

### Opérations Wolfpack
L'U-257 a opéré avec les Wolfpacks (meute de loups) durant sa carrière opérationnelle:
1. Luchs (27 septembre 1942 - 6 octobre 1942)
2. Falke (28 décembre 1942 - 19 janvier 1943)
3. Landsknecht (19 janvier 1943 - 28 janvier 1943)
4. Seewolf (25 mars 1943 - 30 mars 1943)
5. Adler (7 avril 1943 - 13 avril 1943)
6. Meise (13 avril 1943 - 20 avril 1943)
7. Specht (21 avril 1943 - 25 avril 1943)

## Navires coulés
L'Unterseeboot 257 n'a ni coulé, ni endommagé de navire ennemi au cours des six patrouilles (293 jours en mer) qu'il effectua.

### Source et bibliographie
- (en) Cet article est partiellement ou en totalité issu de l’article de Wikipédia en anglais intitulé « German submarine U-257 » (voir la liste des auteurs).
- Chris Bishop, historien militaire (trad. de l'anglais par Christian Muguet), Les sous-marins de la Kriegsmarine : 1939-1945 : le guide d'identification des sous-marins [« The spellmount submarine identification guide : Kriegsmarine U-boats 1939-1945 »], Paris, Éd. de Lodi, 2008, 192 p. (ISBN 978-2-84690-327-1, OCLC 470721805, BNF 41298980)